# Whoops Now/What'll I Do
"Whoops Now" và "What'll I Do" là những bài hát của nghệ sĩ thu âm người Mỹ Janet Jackson nằm trong album phòng thu thứ năm của cô, janet. (1993). Chúng được phát hành vào ngày 31 tháng 1 năm 1995 như là đĩa đơn thứ tám và thứ chín trích từ album bởi Virgin Records. "Whoops Now" được viết lời bởi Jackson và được sản xuất bởi nữ ca sĩ và bộ đôi Jimmy Jam & Terry Lewis, cộng tác viên quen thuộc xuyên suốt sự nghiệp của cô, trong khi "What'll I Do" là một bản hát lại của bài hát "What'll I Do For Satisfaction" của Johnny Daye, được phát hành vào năm 1967.
Ở hầu hết những thị trường lớn, cả hai bài hát được phát hành như là một đĩa đơn mặt A đôi, ngoại trừ Úc và một vài quốc gia ở châu Âu. Sau khi phát hành, bộ đôi đĩa đơn đã đạt được những thành công đáng kể về mặt thương mại, đứng đầu bảng xếp hạng ở New Zealand và lọt vào top 10 ở Áo, Bỉ (Wallonia), Pháp và Vương quốc Anh. Video ca nhạc cho "Whoops Now" được đạo diễn bởi Yuri Elizondo, em trai của người chồng lúc bấy giờ của Jackson, René Elizondo, Jr., trong đó Jackson và bạn bè của cô tận hưởng niềm vui trong chuyến du lịch ở Anguilla. Một video ca nhạc cho "What'll I Do" cũng được phát hành, và là màn trình diễn trực tiếp của bài hát trong chuyến lưu diễn janet. Tour, nhưng chưa bao giờ được phát hành thương mại.

## Danh sách bài hát
Đĩa CD tại Anh quốc
1. "Whoops Now" (radio chỉnh sửa) – 3:42
2. "What'll I Do" – 4:05
3. "What'll I Do" (Dave Navarro Remix) – 4:20
4. "The Body That Loves You" – 5:33

Đĩa 7" tại Anh quốc
1. "Whoops Now" (radio chỉnh sửa) – 3:42
2. "What'll I Do" – 4:05

## Xếp hạng
| Bảng xếp hạng (1995)               | Vị trí cao nhất |
| ---------------------------------- | --------------- |
| Úc (ARIA)                          | 49              |
| Áo (Ö3 Austria Top 40)             | 7               |
| Bỉ (Ultratop 50 Flanders)          | 35              |
| Bỉ (Ultratop 50 Wallonia)          | 7               |
| Châu Âu (European Hot 100 Singles) | 12              |
| Pháp (SNEP)                        | 5               |
| Đức (Official German Charts)       | 11              |
| Ireland (IRMA)                     | 16              |
| Hà Lan (Single Top 100)            | 38              |
| New Zealand (Recorded Music NZ)    | 1               |
| Scotland (OCC)                     | 10              |
| Thụy Sĩ (Schweizer Hitparade)      | 15              |
| Anh Quốc (OCC)                     | 9               |
| Anh Quốc R&B (OCC)                 | 2               |

| Bảng xếp hạng (1995) | Vị trí cao nhất |
| -------------------- | --------------- |
| Úc (ARIA)            | 14              |

| Bảng xếp hạng (1995)                 | Vị trí |
| ------------------------------------ | ------ |
| Belgium (Ultratop 50 Wallonia)       | 32     |
| Europe (European Hot 100 Singles)    | 58     |
| France (SNEP)                        | 40     |
| Germany (Official German Charts)     | 65     |
| Switzerland (Schweizer Hitparade)    | 45     |
| UK Singles (Official Charts Company) | 95     |

## Chứng nhận
| Quốc gia                                                                           | Chứng nhận | Số đơn vị/doanh số chứng nhận |
| ---------------------------------------------------------------------------------- | ---------- | ----------------------------- |
| Pháp (SNEP)                                                                        | Bạc        | 25,000*                       |
| Anh Quốc (BPI)                                                                     | Bạc        | 200.000^                      |
| * Chứng nhận dựa theo doanh số tiêu thụ. ^ Chứng nhận dựa theo doanh số nhập hàng. |            |                               |